# Sučići
Sučići su naselje u Hrvatskoj u sastavu općine Mošćeničke Drage. Nalaze se u Primorsko-goranskoj županiji.

## Zemljopis
Južno je Grabrova, istočno je Obrš, jugoistočno su Sveti Petar, Mošćenička Draga i Mošćenice, istočno-sjeveroistočno su Gornji i Donji Kraj, sjeveroistočno je Sveti Anton.

## Stanovništvo
| broj stanovnika |       |       | 138   | 230   | 239   | 250   |       |       | 158   | 157   | 136   | 78    | 70    | 51    | 44    | 45    | 33    |
|                 | 1857. | 1869. | 1880. | 1890. | 1900. | 1910. | 1921. | 1931. | 1948. | 1953. | 1961. | 1971. | 1981. | 1991. | 2001. | 2011. | 2021. |